# Konne połowy krewetek w Oostduinkerke

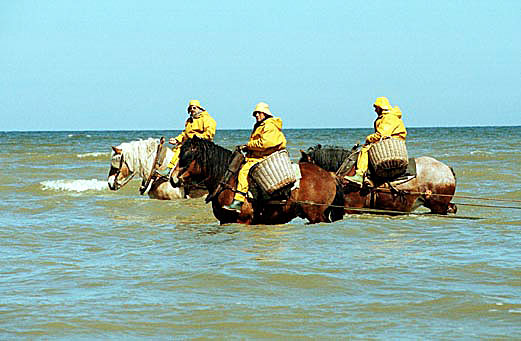
Konny połów krewetek

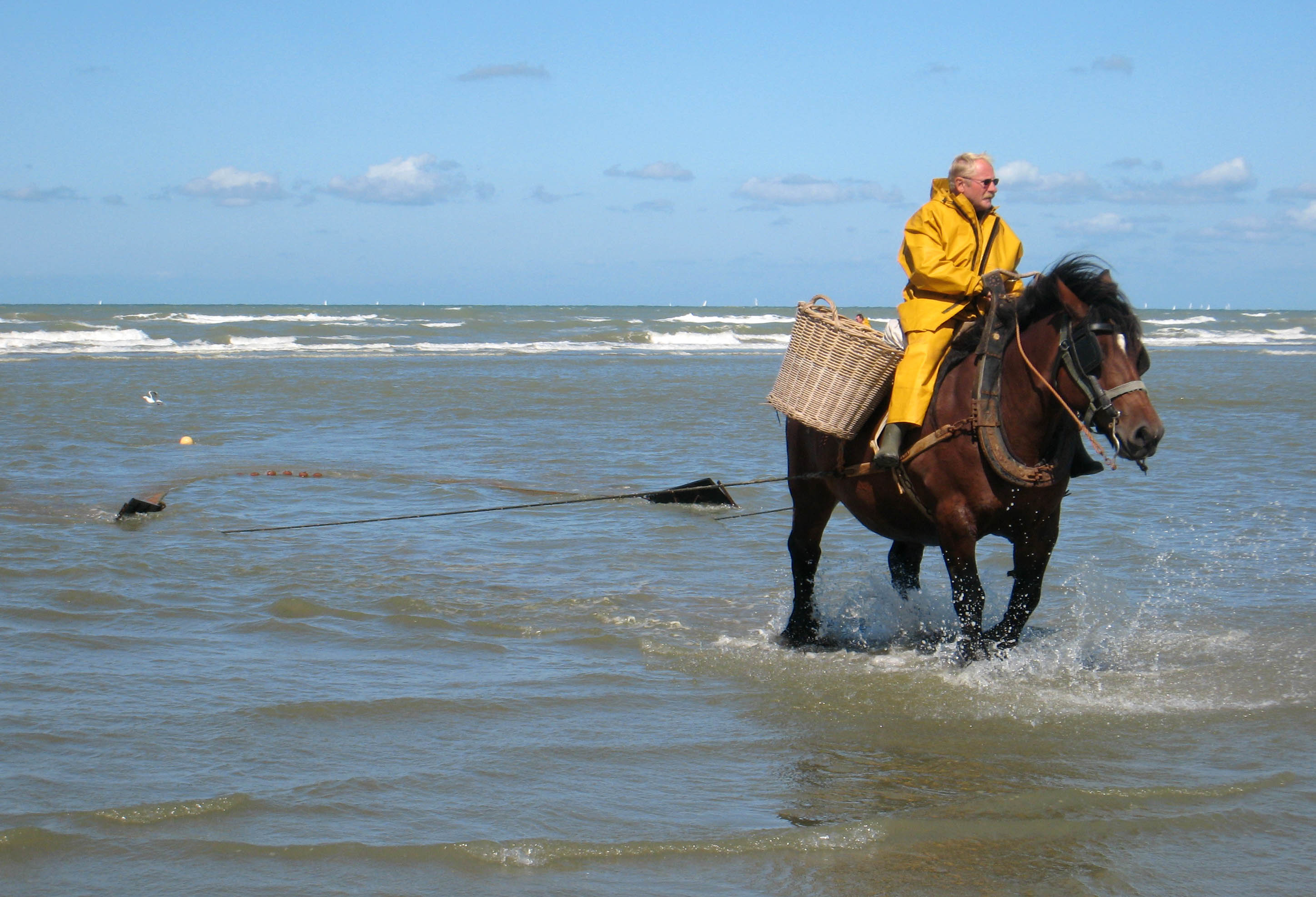
Rybak na grzbiecie konia ciągnący za sobą sieć

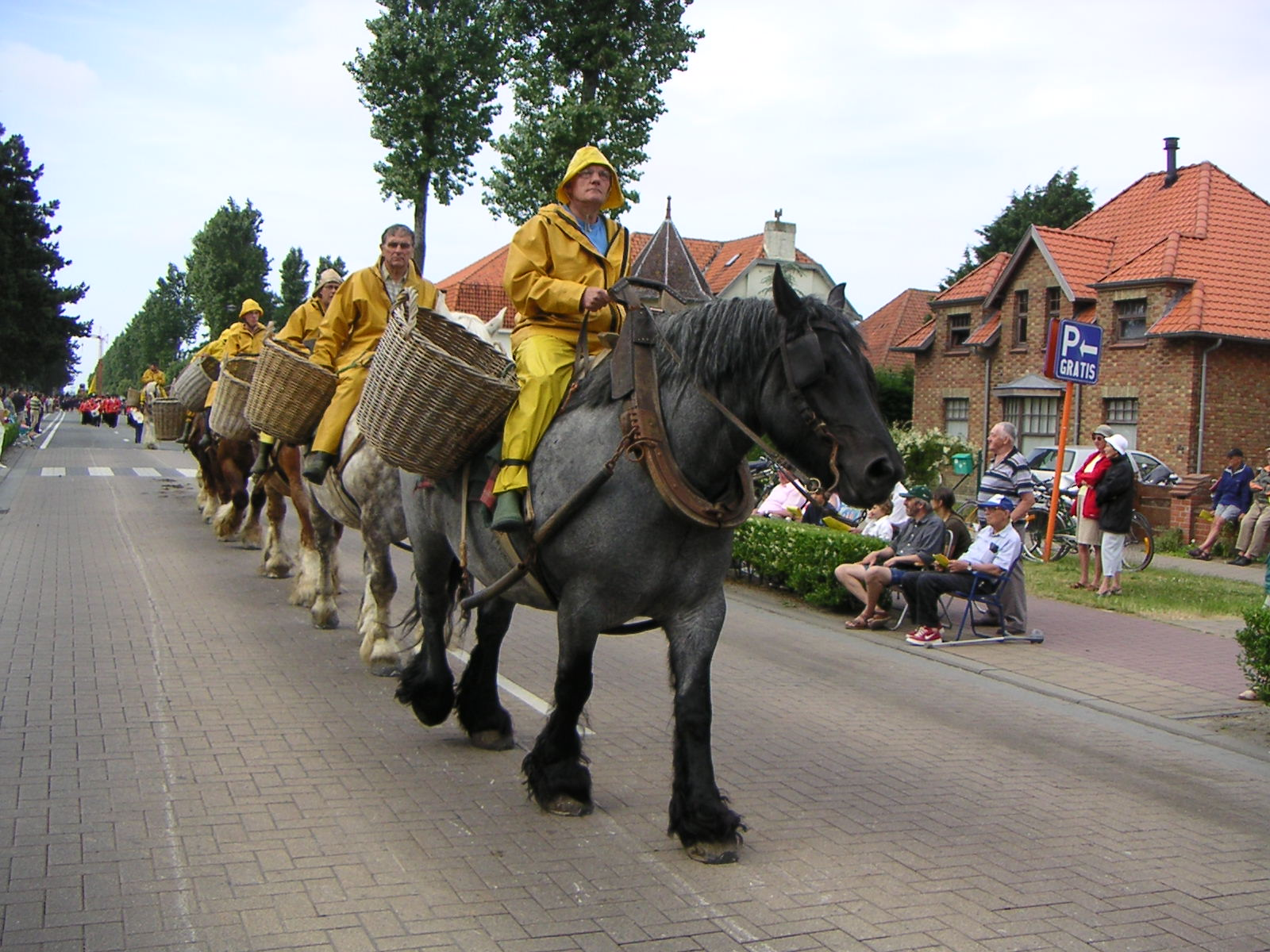
Pochód rybaków krewetek przez Oostduinkerke

Konne połowy krewetek w Oostduinkerke (fr. Pêche aux crevettes à cheval à Oostduinkerke, hol. Garnaalvisserij te paard in Oostduinkerke) – tradycyjny połów krewetek z grzbietu końskiego w płytkich wodach wybrzeża belgijskiego w Oostduinkerke – od 1978 roku części Koksijde.
W 2013 roku konny połów krewetek został wpisany na listę niematerialnego dziedzictwa UNESCO.

## Połów
Płytkie wody w okolicach Koksijde na lekko nachylonym płaskim wybrzeżu obfitują w krewetki gatunku crangon crangon. Takie ukształtowanie terenu umożliwia połowy przy użyciu koni. Połowy odbywają się kilka dni w tygodniu z wyjątkiem miesięcy zimowych.
Połów trwa trzy godziny – rozpoczyna się 90 minut przed odpływem i kończy 90 minut po odpływie. Rybacy, ubrani w charakterystyczne żółte stroje, siedząc na grzebiecie końskim ciągną za sobą wzdłuż wybrzeża wydłużone sieci (7 na 10 metrów). Jednocześnie ciągną łańcuchy, które wzburzają wodę, napędzając krewetki do sieci. Do połowu używane są konie belgijskie ze względu na ich siłę i wytrzymałość.
Połów jest przerywany co pół godziny, by opróżnić sieci. Krewetki trafiają do koszy, które konie transportują do domów rybaków. Krewetki są sortowane, przemywane kilkakrotnie przez członków rodziny, a następnie gotowane. Po ugotowaniu krewetki oferowane są do sprzedaży.
W 2013 roku, w tradycyjny konny połów krewetek było zaangażowanych dwanaście rodzin. Rodziny wspierane są przez władze administracyjne Koksijde, towarzystwa kulturalne i biuro turystyki. Opracowano m.in. specjalny plan przestrzennego zagospodarowania terenu, tak aby umożliwić kontynuację tego rodzaju połowów. Stowarzyszenia „d’Oostduinkerkse paardenvissers” i „Orde van de Paardenvisser” zajmują się propagowaniem informacji na temat połowów, a NAVIGO – Narodowe Muzeum Rybołówstwa dokumentuje tradycje i zwyczaje z nimi związane.
Od roku 1950, miejscowe biuro turystyczne przy udziale lokalnej społeczności organizuje wczesnym latem coroczne dwudniowe Święto Krewetek. Punktem kulminacyjnym imprezy jest pochód rybaków, który przyciąga około 10 000 turystów.